# Хосе Томас Овальє
Хосе Томас Овальє-і-Бесанілья (ісп. José Tomás Ovalle y Bezanilla; 21 грудня 1787 — 21 березня 1831) — чилійський політичний, громадський і державний діяч, Президент Чилі (1829—1830), тимчасовий Президент Чилі (1830—1831), віцепрезидент Чилі (1830).

## Життєпис
Вивчав юриспруденцію у Королівському Університеті Сан-Феліпе, де в 1809 році отримав докторський ступінь в області права.
Займався юридичною практикою, сільським господарством і управлінням своїми маєтками.
Прихильник патріотичних сил. Двічі обирався депутатом Сантьяго (1823 і 1824—1825), сенатором (1824), віцепрезидентом провінційної асамблеї Сантьяго, був обраний віцепрезидентом, та був делегатом конгресу 1830 року.
З 24 грудня 1829 року по 18 лютого 1830 року обіймав президентське крісло, потім з 1 квітня 1830 року по 8 березня 1831 року — тимчасовий Президент Чилі. 1831 року був віцепрезидентом Чилі.
Домагався консолідації влади після Громадянської війни між ліберальними федералістами і консервативними централістами. Виступав за зміцнення центральної влади в Чилі. Займався відновленням економіки країни, при ньому Чилі вдалося стати четвертим у світі виробником міді.